# Premier concile de Lyon
Pour les articles homonymes, voir Concile de Lyon.
Le premier concile de Lyon est le XIIIe concile œcuménique catholique convoqué par le pape Innocent IV. Il l'a dirigé entre le 26 juin et le 17 juillet 1245 à Lyon. Il a pour but principal la déposition de l'empereur Frédéric II dans le cadre de la lutte entre l'empereur du Saint empire et la papauté.

## Préparation du concile
La lutte entre deux visions du pouvoir universel bat alors son plein entre Rome et l'Empire. Le pape Innocent IV, élu en 1243, entreprend rapidement de lutter contre Frédéric II pour imposer son utilisation des « deux glaives » à celui qui prétend être une « loi vivante ». Menacé dans la cité pontificale, il décide de réunir un concile général hors d'Italie. Il demande d'abord à Louis IX de le tenir à Reims, mais ce dernier refuse, ne voulant pas sortir de sa neutralité entre les deux puissances. Lyon, ville indépendante et à la frontière entre le roi de France et l'Empereur s'impose donc comme la meilleure solution. Il s'y rend donc non sans peine (il est malade), quittant Rome en juin 1244, et devant échapper aux hommes de l'Empereur. Arrivant finalement dans la cité rhodanienne le 2 décembre, il y est accueilli, selon son chroniqueur Nicolas de Curbio, par une « foule énorme qui s'était portée au-devant de lui, massée sur les rives du fleuve ou entassée sur des bateaux. Le clergé, les ordres religieux, la population tout entière lui rendirent de grands honneurs ». C'est l'archevêque Aymeric Guerry qui est en place, un homme de confiance du pape Grégoire IX et réformateur engagé. Ne pouvant loger convenablement le pape et toute sa cour dans le château de Pierre Scize, ni dans le cloître de Saint-Jean, l'évêque l'installe dans la collégiale Saint-Just.
Rapidement le 27 décembre, Innocent IV proclame la tenue d'un concile pour la fête de saint-Jean-Baptiste, le 24 juin 1245. Durant le printemps, les invités arrivent nombreux. Plus de cent cinquante évêques, de nombreux abbés, supérieurs généraux d'ordre et délégués des chapitres mitrés. Parmi ceux-ci se trouvent de futurs papes (Tedaldo Visconti et Octaviano Ubaldini). Les rois de France et d'Angleterre, ainsi que l'Empereur envoient de fortes délégations. Des représentants des cités maritimes de Gênes et de Venise sont également présents. Parmi les puissances laïques, le concile est aussi fréquenté par Baudouin II, empereur latin de Constantinople, Raimond VII, comte de Toulouse et Raimond-Béranger, comte de Provence.

## Le concile Lyon I

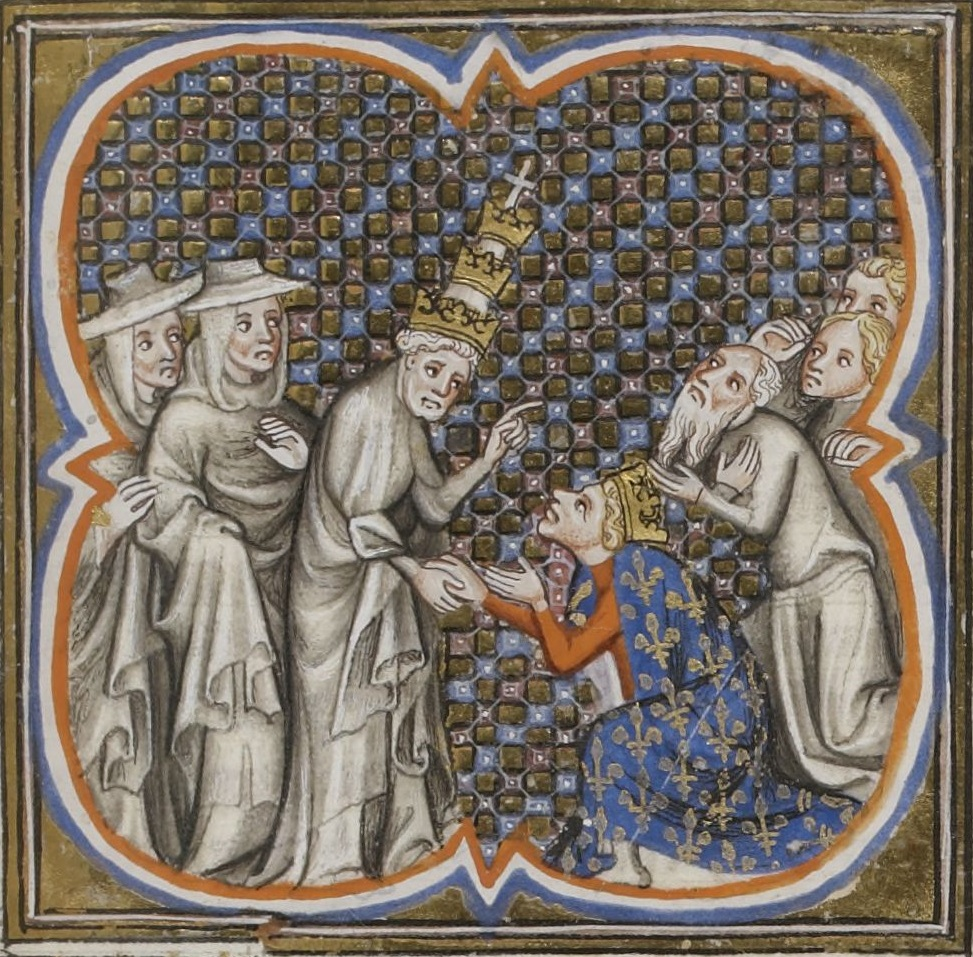
Entrevue de Louis IX et d'Innocent IV à Cluny.

Les trois sessions solennelles ont lieu les 28 juin, 5 et 17 juillet dans la cathédrale Saint-Jean, encore en construction.  Le pape exposa les cinq douleurs qui lui déchiraient le cœur : La corruption des mœurs du clergé et des laïcs, la détresse de la Terre Sainte, la division de l'Église et les problèmes de l'Empire latin de Constantinople, les invasions mongoles et enfin la persécution de l'Église par Frédéric II. La décision la plus importante du concile est la déchéance de l'empereur. Des décrets sont également établis pour poursuivre la réforme de l'Église ; une ambassade est envoyée pour prendre contact avec le Khan des mongols.

### La déposition de Frédéric II
Au centre de ce concile se trouvait la déposition de Frédéric II du Saint-Empire de ses titres d'empereur et roi. Ce fut l'apogée dramatique de la lutte entre Frédéric II et la papauté. Après la seconde excommunication en 1239 par Grégoire IX, mort en 1241, l'empereur avait espéré que l'élection du nouveau pape Innocent IV, en 1243, viendrait modifier la position de l'Église. Mais le nouveau pape ne changea pas d'avis par rapport à son prédécesseur. Il est probable qu'Innocent IV ait décidé cette déposition au moins depuis sa fuite de Rome, le 29 juin 1244. Thaddée de Sesse, homme de confiance de l'empereur de longue date et son représentant au concile, profita de la première occasion pour délivrer une dernière proposition de paix. Innocent IV réagit avec circonspection : Frédéric II ne lui avait déjà que trop promis, et peu tenu, aurait-il dit. Il ne souhaitait pas changer la décision concilaire. Walter d'Ocre fut envoyé à Vérone auprès de Frédéric II et obtint du pape vingt jours pour revenir avec l'empereur en personne, ou avec ses directives.
Le pape essaya de démontrer que Frédéric II ne se battait pas uniquement contre lui, mais contre toute l'Église. Selon la bulle du pape Innocent IV du 17 juillet 1245, quatre offenses graves lui furent reprochées : abjuration de Dieu, rupture de la paix entre l'Église et le Saint-Empire, sacrilège en faisant emprisonner les cardinaux de la Sainte-Église qui s'étaient rendus au précédent Concile et hérésie.
Ainsi, pour tenter de convaincre Louis IX de l'aider contre l'empereur, Innocent IV quitte pour la seule fois de son séjour lyonnais la ville pour aller le rencontrer à Cluny, en novembre 1245. Cela ne donne rien et Innocent IV continue seul son combat contre Frédéric II. Aux propositions impériales d'une rencontre destinée à démontrer l'orthodoxie de l'empereur, Innocent IV exige qu'il vienne en petit équipage et sans arme. En effet, Frédéric II sollicite contre le pape des nobles de la région, tels les sires de Beaujeu ou de la Tour-du-Pin ; et même Amédée IV de Savoie. À l'inverse, Innocent IV soutient financièrement tous ses alliés, et notamment les villes lombardes et les familles guelfes. Craignant un coup de force, le pape ne quitte pas Lyon durant six ans.

### Voyages liés à la démarche vers l'est
- Frère Julien, vers 1235,
- André de Longjumeau (1200c-1271c), vers 1245,
- Ascelin de Lombardie, vers 1245-1247,
- Simon de Saint-Quentin, vers 1245,
- Laurence du Portugal (en), vers 1245,
- Jean de Plan Carpin, vers 1245,
- Guillaume de Rubrouck, vers 1250,
- Vincent de Beauvais, vers 1250, encyclopédiste,
- Héthoum de Korikos, vers 1255, Livre des hystoires des parties d'Orient,